# エイリアンストーム
『エイリアンストーム』 (Alien Storm) は、セガ・エンタープライゼス（現在のセガ）が開発したベルトスクロールアクションゲーム。日本では、1990年よりアーケードゲームとして稼働を開始。アーケード版はシステム基板として「セガ・システム18」を使用している。 

## 概要
セガ社が本作の前にリリースした『ゴールデンアックス』（1989年）などと同じく、2DCG映像を横スクロールさせるタイプのアクションゲーム（ベルトスクロールアクション。BSA）。プレイヤーは「エイリアンバスターズ」と呼ばれる個性豊かなキャラクター3名から最大で2つ（プレイヤー1とプレイヤー2、合わせて最大2人で同時プレイが可能）を選び、地球に襲来した凶悪な宇宙人（エイリアン）を撃退することを目的とする。
普通に作ると単調になりがちなBSAだが、プレイヤーを飽きさせないように様々な映像的工夫が施されている。一例としては重火器を用いた派手かつハイスピードなキャラクターのアクションや、3Dシューティング面や高速スクロール面など、これらバラエティに富んだ構成が当時のゲームファンを楽しませた。
オリジナルであるアーケードゲーム版を基に、後年いくつかの家庭用ゲーム機へ移植されている。詳しく#他機種版を参照。 

## システム
レバーと各3ボタンを使用。ボタンはそれぞれ、攻撃、飛び込み回避（高速移動テージではジャンプ）、特殊攻撃の3種類の動作を行う。素早くレバーを横に二度入れると走る。
回避ボタンを押すと転がるように横へ飛び込む。この最中に攻撃することも可能で、走る動作の最中で入力すると大跳躍しながら回りこむ。
特殊攻撃はエネルギーゲージを一定量消費する全体攻撃だが、障害物および特定の敵を倒すことで出現するエナジーユニットを取得することでエネルギーが溜まる。また、ステージクリア時の敵撃破に応じてある程度エネルギーが溜まる。また、エネルギーゲージは画面の表示を超えて溜めることができる。このエネルギーは3Dシューティングステージでも消費され、切れてしまうと攻撃に支障が起こる。
ステージは横ベルトスクロールステージと、高速移動しながら銃撃する高速スクロールステージ、主観視点での3Dシューティングステージに分かれている。
エネルギーの回復手段は上記のとおりだが、体力の回復手段は一切ない。

## 登場人物
本作の主人公3人は普段はホットドッグ店「ALIEN BURGERS」を営んでいるが、エイリアンが現れると看板を「ALIEN BUSTERS」に変えて現場に向かう。彼らの素性は一切が謎に包まれている。なお、メガドライブ版ではまだ店を開いていないという設定である。
ゴードン
サンダーガン使いのタフガイ。パワーと耐久力がある。スペシャルアタックでは軍の爆撃機を呼び出し絨毯爆撃を行う。
カーラ
火炎放射器を振り回す紅一点。パワーは劣るがスピードがある。スペシャルアタックでは、なぜかICBMを呼び出し直撃させる。
スクーター
電磁ムチを自在に操るロボット。平均的な能力のキャラクター。スペシャルアタックでは自爆攻撃を行う。自爆すると頭部だけになってしまうが、すぐに後方から新しい身体が走ってきて元通りになる。

## 他機種版
| No. | タイトル                                     | 発売日                                           | 対応機種                                            | 開発元                 | 発売元                  | メディア | 型式                                                                           | 売上本数 | 備考                                                                |
| --- | -------------------------------------------- | ------------------------------------------------ | --------------------------------------------------- | ---------------------- | ----------------------- | --- | ------------------------------------------------------------------------------ | -------- | ------------------------------------------------------------------- |
| 1   | エイリアンストーム                           | 1991年6月28日 1991年7月 1991年9月                | メガドライブ                                        | セガ第7AM研究開発部    | セガ                    | 4メガビットロムカセット                                                                                                  | G-4048 1121 1121-50                                                            | -        |                                                                     |
| 2   | Alien Storm                                  | 1991年9月                                        | Amiga Atari ST Amstrad CPC コモドール64 ZX Spectrum | Tiertex                | U.S. Gold               | フロッピーディスク カセットテープ                                                                                        | -                                                                              | -        |                                                                     |
| 3   | Alien Storm                                  | 1991年10月                                       | セガ・マスターシステム                              | シムス                 | セガ                    | ロムカセット | 7075                                                                           | -        |                                                                     |
| 4   | GameX コレクション 17                        | 2005年3月10日                                    | Machintosh                                          | セガ第7AM研究開発部    | エキサイト              | ダウンロード | -                                                                              | -        | 時間単位での販売                                                    |
| 5   | エイリアンストーム                           | 2007年3月27日 2007年12月17日 2008年1月11日       | Wii                                                 | セガ第7AM研究開発部    | セガ                    | ダウンロード （バーチャルコンソール）                                                                                    | MAYJ MAYE MAYP                                                                 | -        | メガドライブ版の移植 2019年1月31日 配信・販売終了                   |
| 5   | Sonic's Ultimate Genesis Collection          | 2009年2月10日 2009年2月20日                      | PlayStation 3 Xbox 360                              | Backbone Entertainment | セガ                    | Blu-ray Disc DVD-ROM | PS3 : BLUS-30259 XB3 : 68034                                                   | -        | メガドライブ版の移植 日本国外のみ販売（日本版の機器でも動作は可能） |
| 6   | Alien Storm                                  | 2010年10月26日                                   | Windows                                             | セガ第7AM研究開発部    | セガ                    | ダウンロード (Steam) | -                                                                              | -        | メガドライブ版の移植                                                |
| 7   | Sega Genesis Classics                        | 2018年5月29日 Switch 2018年12月7日 2018年12月6日 | Linux macOS PlayStation 4 Xbox One Nintendo Switch  | d3t セガ               | セガ                    | ダウンロード (Steam、PlayStation Store、 Microsoft Store、 ニンテンドーeショップ) BD-ROM Nintendo Switch専用ゲームカード | PS4: CUSA-10828 CUSA-09771 XBO: INL-SE10663080 Switch: HAC-P-AQGKB HAC-P-AQGKA | -        | メガドライブ版の移植                                                |
| 8   | エイリアンストーム                           | 2020年12月19日                                   | アストロシティミニ                                  | 瑞起                   | セガトイズ セガ（販売） | プリインストール | -                                                                              | -        | アーケード版の移植 本体に予め収録された36タイトルの1つ              |
| 9   | セガ メガドライブ for Nintendo Switch Online | INT 2022年12月16日                               | Nintendo Switch                                     | 任天堂 エムツー        | 任天堂                  | ダウンロード | -                                                                              | -        | メガドライブ版の移植                                                |

代表的な移植事例
- メガドライブ版

日本では1991年6月28日に発売。ハード的・データ容量的に制約が大きい世代機への移植であったため、オリジナル版におけるデモシーンや一部の敵キャラ（大型のエイリアンなど）のオミット、背景グラフィックの簡略化やBGMの差し替えなど多岐に渡るアレンジが施された。
2007年3月27日にはWii版バーチャルコンソール、2009年には日本国外でPS3・Xbox 360用ソフト『Sonic's Ultimate Genesis Collection』に、メガドライブ版を再現するという形の移植版がリリースされた（Wii版は現在配信終了）。
2022年12月16日にはNintendo Switchの有料オンラインサービスである「Nintendo Switch Online + 追加パック」の『セガ メガドライブ for Nintendo Switch Online』にて配信された。
- アストロシティミニ版

セガグループの1社であるセガトイズが、2020年12月19日にリリースした「アストロシティミニ」用に収録。「アストロシティミニ」は往年のセガ製汎用アーケードゲーム用筐体「アストロシティ」を外観のモチーフとし、1980年代から1990年代中期のアーケードゲーム36作品（+おまけ1作品）がプリインストールされた「復刻系ゲーム機」である。
基本的にオリジナルを（ほぼ）そのまま収録しているが、本体の機能として「どこでもセーブ」（ステートセーブ）などプレイに便利な機能が幾つか使える。

## 評価
アーケード版
1991年に刊行されたゲーメストムック『ザ・ベストゲーム』内の「ビデオゲームフルリスト」の紹介文では、「『エイリアンシンドローム』と、『ゴールデンアックス』を合わせたような作品。ラップ調の曲と演出がよくできていた」と評されている。
メガドライブ版
- ゲーム誌『ファミコン通信』のクロスレビューでは合計29点（満40点）になっている[12]。

- ゲーム誌『メガドライブFAN』の読者投票による「ゲーム通信簿」での評価は以下の通りとなっており、20.12点（満30点）となっている[1]。

| 項目 | キャラクタ | 音楽 | お買得度 | 操作性 | 熱中度 | オリジナリティ | 総合  |
| 得点 | 3.55       | 3.20 | 3.29     | 3.43   | 3.43   | 3.22           | 20.12 |

- ゲーム本『メガドライブ大全』（2004年、太田出版）では、「開発がチームシノビということで、『忍』〜『ゴールデンアックス』の悪ノリがエスカレート」、「格闘ステージでは、粘液のしたたる異星の客どもに連続技をたたき込むのが気持ちイイ」と評している[18]。

## 関連作品
- 本作を担当した「チーム・シノビ」による作品。
  - 忍 -SHINOBI-（1987年）
  - 獣王記（1988年）
  - ゴールデンアックス（1989年）

- セガ3D復刻プロジェクト『3Dサンダーブレード』（2014年）
スクーターがスタッフクレジットにてセガのゲームの歴代のキャラクターが総登場のカメオ出演したキャラクターの一体として登場しており、ムチの代わりに肉が盛られた皿を両手に持っている。